# Kamo no Chōmei
Kamo no Chōmei (jap. 鴨 長明, wirklicher Name: Kamo no Nagaakira, buddhistischer Name: Ren’in (蓮胤); * 1155; † 26. Juli 1216) war ein japanischer Schriftsteller.

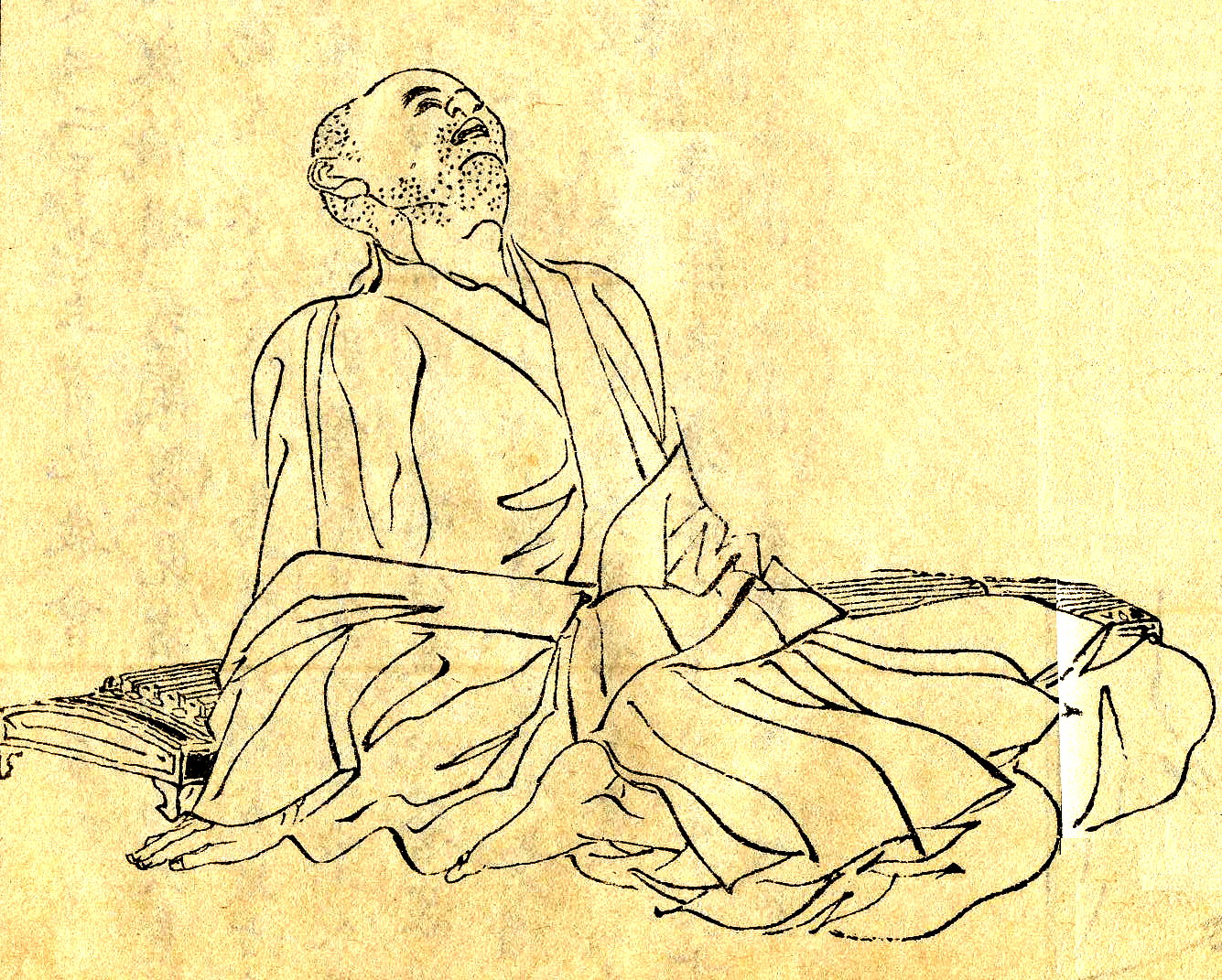
Kamo no Chōmei von Kikuchi Yōsai

## Leben
Der Sohn eines Shintō-Priesters am Shimogamo-jinja wandte sich nach dem Tod des Vaters der Dichtkunst zu. Er nahm 1175 an einem Dichterwettbewerb teil und veröffentlichte 1181 unter dem Titel Kamo no Chōmei shū bzw. Kamo no Nagaakira shū (鴨長明集) eine Sammlung von über einhundert Gedichten, von denen eines Aufnahme in die kaiserliche Sammlung Senzai-wakashū fand. Er zählte in der Folgezeit zum Kreis um den Dichter und Priester Shun’e, dessen Ausführungen zur Poesie später Aufnahme in sein Buch Mumyōshō (無名抄) fand. Ein Werk, das die Geschichte der Poesie in Japan darstellt und Anekdoten insbesondere um die Dichterwettbewerbe am kaiserlichen Hofe bietet.
In seinen dreißiger Jahren zog sich Chōmei vom öffentlichen Leben zurück. Er lebte nach buddhistischen Lehren in einer einfachen Hütte, nahm aber dennoch gelegentlich an Dichterwettbewerben teil, und seine Gedichte wurden in verschiedene Sammlungen aufgenommen. Um etwa 1200 wurde der Tennō Go-Toba auf ihn aufmerksam. Er beteiligte ihn an der Kompilation der kaiserlichen Gedichtsammlung Shinkokin-wakashū und schuf für ihn einen Posten, der ihm einen mehrjährigen Rückzug in die Ohara-Berge ermöglichte. Dort nahm er den buddhistischen Namen Ren’in an. Nach fünf Jahren ging er nach Hina und lebte dort in einer Hütte auf dem Berg Toyoma bis zu seinem Tod 1216.
Als Hauptwerk Chōmeis gilt Hōjōki, in dem er den Niedergang der Heian-Zeit und sein eigenes Leben als Eremit beschreibt. Dieses Werk zählt mit dem Kopfkissenbuch und dem Tsurezuregusa zu den drei Meisterwerken der Zuihitsu-Literatur. Hosshinshū (発心集) ist eine Sammlung von 102 Erzählungen, die die buddhistischen Lehren illustrieren. Ein um 1186 entstandenes Reisetagebuch unter dem Titel Iseki (伊勢記) ist verloren gegangen.

## Werke
- Kamo no Nagaakira shū (鴨長明集), Sammlung von 106 Gedichten (Waka)
- 1211 Mumyōshō (無名抄, Namenlose Abhandlung)
- 1212 Hōjōki (方丈記)
  - dt. Aufzeichnungen aus meiner Hütte, übersetzt von Nicola Liscutin, Insel Verlag, Berlin 2011, ISBN 978-3-458-17527-8
- 1214/15 Hosshinshū (発心集, Sammlung von Geschichten zur religiösen Erweckung)